# Horbach (Südwestpfalz)
Horbach é um município da Alemanha localizado no distrito de Südwestpfalz, estado da Renânia-Palatinado.
Pertence ao Verbandsgemeinde de Waldfischbach-Burgalben.